# Guami guvat

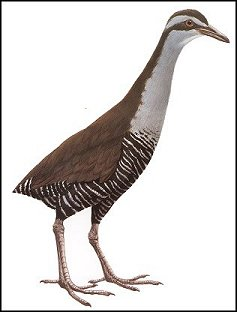

A guami guvat (Gallirallus owstoni) a madarak osztályának darualakúak (Gruiformes) rendjébe, a guvatfélék (Rallidae) családjába tartozó faj.
Mint a Gallirallus nembe sorolt szigetlakó fajoknál általános jelenség, ez a faj is elég gyengén tud csak repülni.

## Rendszerezés
Egyes rendszerezők a Rallus nembe sorolják Rallus owstoni néven.

## Előfordulása

### Elterjedése
A guami guvat, mint neve is mutatja kizárólag Guam szigetén honos faj. Közeli rokonságban áll a szalagos guvattal (Gallirallus phillipensis). Korábban éltek rokon fajai a közeli Északi-Mariana-szigeteken is, de ezeket kiirtották a szigeteken megtelepült mikronéz népek. Guam szigete a legnagyobb a Mariana-szigetek közül és talán ennek köszönhető, hogy ez a faj még fennmaradt.

### Élőhelye
A faj korábban Guam szinte valamennyi élőhelyén előfordult, így erdőkben, nyílt réteken, bozótosokban, tavak és mocsarak partján, sőt mezőgazdaságilag művelt területeken is. Eléggé rejtőzködő faj, nyílt vidékeken ritkán lehet megfigyelni.

## Megjelenése
Testhosszúsága 33 centiméter, testtömege 200 gramm. Háta, nyaka és farka sötétbarna. Szárnyán, mellének alsó részén, hasán és farkának alsó felén fekete-fehér csíkozottság látható. Nyakán, mellének felső részén és a szemei körül szürke foltok vannak. Csőre és lábai sötétbarnák.
Teste, mint a guvatoknál általában hosszúkás és viszonylag keskeny, így könnyen el tud menekülni a dús vegetációban.
A fiatal madarak életük első három hetében fekete piheruhával borítottak. Felnőttkori színezetüket nyolc hetes korukban érik el. A faj élettartama 11 év.

## Életmódja
A guami guvat elsősorban állati eredetű táplálékot fogyaszt, így puhatestűeket, rovarokat és kisebb gekkókat fog el. A Guam szigetére betelepített afrikai achátcsiga (Achatina fulica) is fontos táplálékállatává vált. Kisebb mennyiségben eszik növényi eredetű anyagokat, magvakat és leveleket is.
Elsősorban a talajon keresgél táplálék után. Olykor elfog mélyen repülő rovarokat is, főleg a pillangókat kedveli.

## Szaporodása
A faj szaporodási szokásai csak a fogságban tartott madarak alapján ismert.
A madár öt hónapos korában éri el ivarérettségét. Kifejezett szaporodási időszaka nincs, egész évben rakhat tojásokat, de a legtöbb madár a júniustól novemberig tartó esős évszak során fészkel. Elképzelhető, hogy évente többször is fészkel.
A növényzet közé, talajmélyedésbe rakja fészkét, melyet fűvel és levelekkel bélel ki. A tojó 3-4 tojást rak. Mint a legtöbb korábban emlős ragadozóktól mentes szigeten élő faj, a guami guvat sem rejti el a fészkét különösebben. A fészeképítésben és később a kotlásban is mindkét ivar részt vesz. Mivel az első tojás lerakása után rögtön kotlani kezdenek a szülők, a fiókák nem egyszerre kelnek ki. Fiókái fészekhagyók és a kikelésük utáni napon már el is hagyják a fészket. A fiókákat néha etetik a szülők, de többnyire csak megmutatják csőrükkel, hogy mi ehető és mi nem.

## Természetvédelmi helyzete

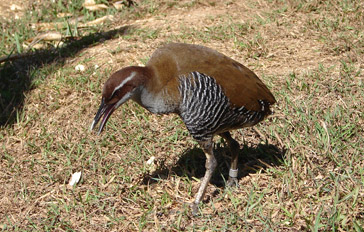

A guami guvat korábban Guam szigetének teljes területén gyakori faj volt, és a szigetlakók vadásztak rá. 1960-ban a faj vadászatát, valamint a tojásaival való kereskedelmet betiltották. 1964 és 1976 között korlátozott számban lehetett rá újra vadászni. A sziget déli feléről az 1970'-es években a faj kihalt, de arra nincs bizonyíték, hogy ez a vadászat miatt lett volna. 1981-re nagyjából 2300 madár élt még a sziget északi részén. 1983-ra csak kettő, egymástól elszigetelt populációja maradt. 1987-re a faj vadon kihalt. A faj nagyon gyors arányú megritkulásáért a meghonosodott ragadozók, így macskák, kutyák és elsősorban a guami katonai bázisra véletlenül behurcolt barna mangrovesikló (Boiga irregularis) a felelős. (A faj nagyarányú kártételére jellemző, hogy az 1960'-as években történt felbukkanása óta a Guamon honos 11 erdei madárfajból 9-et végleg kiirtott a faj, csak a guami guvat és a mikronéz jégmadár guami alfaja (Todiramphus cinnamominus cinnamominus) maradt életben.)
Ezeken felül sok madár végezte az autóutakon is.
Fogságban 1984 óta nagyon eredményesen tartják és szaporítják a fajt.
1995 óta zajlanak visszatelepítési programok a szigeten. Ennek egyik alapfeltétele, hogy a visszatelepítésre kijelölt területekről kiirtsák a barna mangrovesiklót és utána is állandóan gondoskodni kell róla, hogy oda ne juthasson vissza a sziget más részeiről. Jelenleg egy 22 hektáros elzárt erdőrészben élnek az újra meghonosított madarak.
A visszatelepített madarak már több fészekaljnyi fiókát neveltek fel Guamon.
1987-ben először a szomszédos, Északi-Mariana-szigetekhez tartozó Rota szigeten kezdték meg a faj visszatelepítését, ahová a barna mangrovesikló nem jutott el még. 100 madarat engedtek szabadon. Ott 1999-ben jelentették az első fészkelést.

## Fordítás
- Ez a szócikk részben vagy egészben a Guamralle című német Wikipédia-szócikk ezen változatának fordításán alapul.  Az eredeti cikk szerkesztőit annak laptörténete sorolja fel. Ez a jelzés csupán a megfogalmazás eredetét és a szerzői jogokat jelzi, nem szolgál a cikkben szereplő információk forrásmegjelöléseként.

## Külső hivatkozás
- Képek az interneten a fajról